# Церковь Николая Чудотворца (Ям-Ижора)
Церковь Николая Чудотворца — несохранившийся православный храм в селе Ям-Ижора Ленинградской области. Построен в 1887 году, снесен в 1940-е годы.

## История
Чудотворный образ Святителя Николая был обретён на месте будущего храма 22 декабря 1713 года по старому стилю. На этом месте около 1714 года была выстроена деревянная часовня. Часовня трижды перестраивалась, в 1811 году была уничтожена в пожаре. В 1857 году часовня была перестроена в каменную храм по проекту инженера Николая Васильевича Исполатова, а 9 мая 1857 года часовня была освящена настоятелем Ям-Ижорской церкви протоиереем Иоанном Беляевым.

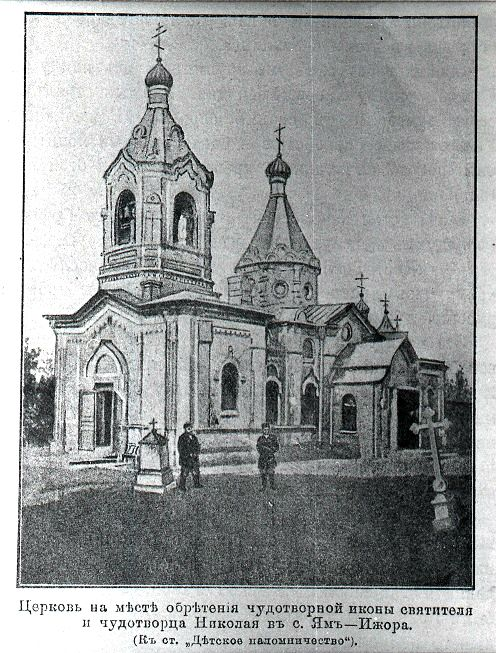
Церковь Николая Чудотворца, 1911

В 1880—1887 годах каменная часовня была расширена путем пристройки к ней алтарной части и шатровой колокольни по проекту архитектора Сергея Васильевича Садовникова в память спасения императора Александра II от покушения в 1880 году. 24 марта 1880 года пожертвовано Евангелие, работы С. Ф. Верховцева. В дальнейшем к ней была пристроена трапезная. 29 июня 1887 года часовня была освящена, как церковь, архимандритом Никоном. Ежегодно 9 мая (по старому стилю) к храму из Колпина совершался многотысячный крестный ход. В 1899 году в приходе состояла слобода Ям-Ижора.
В 1935 году церковь закрыли. В годы Великой Отечественной войны храм был частично разрушен, а после войны снесен. Старое ям-ижорское кладбище, находившееся около храмы было ликвидировано в 1974 году.
Летом 2012 года проводились раскопки фундамента храма. 30 июня 2012 года рядом с бывшим храмом причтом колпинского Троицкого собора установлен и освящён деревянный православный. В настоящее время обсуждается вопрос о восстановлении храма.